# A posteriori (album)
A posteriori è il sesto album degli Enigma uscito in Italia nel settembre 2006. Michael Cretu ha ricreato le stesse atmosfere dei precedenti dischi con suoni elettronici e nello stesso tempo mistici. Cretu dà il meglio di sé nei pezzi Sitting on the Moon e Goodbye Milky Way. La voce femminile è quella di Louisa Stanley. Tra i brani c'è anche una nuova versione di Hello and Welcome, uscito nell'album Voyageur. Sono presenti anche ritmi di tipo dance nella fantastica Eppur Si Muove e nella movimentata Feel Me Heaven.
In dicembre, l'album è stato nominato quale candidato alla categoria Best New Age Album ai Grammy Awards 2007.

## Tracce
1. Eppur Si Muove
2. Feel Me Heaven
3. Dreaming of Andromeda
4. Dancing with Mephisto
5. Northern Lights
6. Invisible Love
7. Message from Io
8. Hello and Welcome (new version)
9. 20.000 Miles over the Sea
10. Sitting on the Moon
11. The Alchemist
12. Goodbye Milky Way

Esiste pure una versione remix dell'intero album con il titolo The Private Lounge (disponibile esclusivamente su iTunes Store):
1. Eppur Si Muove (Tocadisco Remix 2) - 6:11
2. Feel Me Heaven (Boca Junior Remix) - 6:24
3. Dreaming of Andromeda (Jean F. Cochois Remix) - 7:29
4. Dancing with Mephisto (Boca Junior Remix) - 5:28
5. Northern Lights (Boca Junior Remix) - 5:41
6. Invisible Love (Boca Junior Remix) - 5:45
7. Message from Io (Boca Junior Remix) - 5:33
8. The Alchemist (Christian Geller Remix) - 6:54
9. 20.000 Miles over the Sea (Boca Junior Remix) - 7:08
10. Sitting on the Moon (Boca Junior Remix) - 5:31
11. The Alchemist (The Alchemist's Vision by Ralf Hildenbeutel) - 7:16
12. Goodbye Milky Way (Boca Junior Remix) - 5:10

## Classifiche internazionali
| Chart (2006)                        | Picco max |
| ----------------------------------- | --------- |
| Europa                              | 32        |
| Grecia                              | 3         |
| USA (solo album musica elettronica) | 3         |
| Paesi Bassi                         | 8         |
| Turchia                             | 8         |
| Germania                            | 16        |
| Austria                             | 17        |
| Svizzera                            | 24        |
| Ungheria                            | 24        |
| Portogallo                          | 27        |
| Italia                              | 32        |
| Repubblica Ceca                     | 34        |
| Polonia                             | 44        |
| Spagna                              | 80        |
| USA (Top 200)                       | 95        |
| Francia                             | 98        |